# 埃珀尔斯海姆
埃珀尔斯海姆是德国莱茵兰-普法尔茨州的一个市镇。总面积5.57平方公里，总人口1246人，其中男性623人，女性623人（2011年12月31日），人口密度224人/平方公里。